# Juniper
Juniper – osada w Anglii, w hrabstwie Northumberland. Leży 32 km na zachód od miasta Newcastle upon Tyne i 401 km na północ od Londynu.